# Манн, Барри
Барри Манн (или Бэрри Мэнн; англ. Barry Mann, 9 февраля 1939 года) — американский пианист и автор песен. Наиболее известен как участник авторского дуэта со своей женой Синтией Вайль. Является автором  и соавтором 53 хитов английского и 98 хитов американского хит-парадов.

## Ранние годы
Родился в еврейской семье 9 февраля 1939 года в Бруклине, Нью-Йорк.

## Карьера
Известен как участник авторского дуэта Барри Манна и Синтии Вайль.
По словам музыкального сайта AllMusic, Барри Манн «играл важную роль в успехе Бритт-Билдинг-овского звучания [прим.: по названию принадлежавшего Дону Киршнеру здания в Нью-Йорке, где тогда размещалось множество музыкальных компаний] и его (звучания) доминировании в поп-чартах в начале 1960-х».
До того, как сделать карьеру как автор песен, Манн сам как певец попал в чарты с юмористической песней «Who Put the Bomp (In the Bomp, Bomp, Bomp)».
Как автор песен он начинал карьеру в принадлежавшем Дону Киршнеру музыкальном издательстве Aldon Music.
AllMusic пишет, что они со своей женой Синтией Вайль «создавали рок-музыку с прежде недостижимым уровнем изысканности».
В течение десятилетий они с женой писали хиты для самых известных исполнителей. Среди написанным ими песен, ставшие классическими «On Broаdway», «You’ve Lost That Lovin’ Feelin’» (по данным AllMusic, «самая часто звучавшая в эфире в XX веке песня») и «Uptown». Музыку большинства песен писал Барри Манн.
Кроме того, Барри Манн не только писал песни, но и работал в качестве клавишника и продюсера с такими исполнителями, как Би Джей Томас и Pointer Sisters. Из песен, что он написал без жены — хит Дэна Хилла «Sometimes When We Touch» (1977, слова Дэна Хилла, музыка Барри Манна).
В 1987 году Барри Манн был принят в Зал славы авторов песен и получил две «Грэмми», в категории «Песня года» и «Лучшая песня, написанная для визуальных медиа» за песню «Somewhere Out There». Все эти премии Манн получил в паре с Синтией Вайль.)

## Личная жизнь
- Жена - Синтия Вайль (18.10.1940 – 1.06.2023), с августа 1961 года до её смерти.
  - Дочь - Джен Барри (в замужестве - Берман).
    - Внучки - две сёстры-близняшки.[3]

## Песни Барри Манна и Синтии Вайль
- «Absolutely Green» — Дом Делуиз (написано совместно с Cинтией Вайль для м/ф «Тролль в Центральном парке»).
- «Another Goodbye» — Донна Фарго (написано совместно со Скоттом Инглишом).
- «At The Adge Of Each Teeth» — Билли Кристал, Кимми Робертсон, Кэролайн Васичек (написано совместно с Аланом Менкеном для м/ф «The Tooth Book»).
- «Black Butterfly» — Дэнис Уильямс.
- «Blame It on the Bossa Nova» — Эйди Горме.
- «Bless You» — Тони Орландо.
- «Brown Eyed Woman» — Билл Медли.
- «Christmas Vacation» («Рождественские каникулы») — заглавная песня фильма.
- «Coldest Night of the Year» — Twice As Much c участием Вашти Баньян.
- «Don't Know Much» — Аарон Невилл и Линда Ронстадт (написано совместно с Томом Сноу).
- «Don’t Make My Baby Blue» — The Shadows, The Move.
- «Good Time Living» — Three Dog Night.
- «Heart» — Kenny Chandler, Уэйн Ньютон.
- «Here You Come Again» — Долли Партон.
- «He's Sure the Boy I Love» — The Crystals.
- «How Can I Tell Her It's Over» — Энди Уильямс.
- «Hungry» — Paul Revere & the Raiders.
- «I Just Can't Help Believing» — Би Джей Томас, Элвис Пресли.
- «I’m a Survivor» — Джон Инглиш
- «I'm Gonna Be Strong» — Джин Питни; Синди Лопер.
- «It’s Getting Better» — Касс Эллиот.
- «It’s Not Easy» — Норми Роу, Will-O-Bees, Колин Бланстоун (под псевдонимом «Нил МакАртур»).
- «I Will Come to You» — Hanson.
- «Just a Little Lovin' (Early in the Morning)» — Сара Воан, Дасти Спрингфилд, Кармен Макрей, Билли Экстайн, Бобби Винтон, Шелби Линн.
- «Just Once» — James Ingram with Куинси Джонс.
- «Kicks» — Paul Revere & the Raiders.
- «Looking Through the Eyes of Love» — Джин Питни, Марлена Шоу, The Fortunes, Семья Партриджей.
- «Love Her» — The Everly Brothers, The Walker Brothers.
- «Love Led Us Here» — Джон Берри, Хелен Дарлинг.
- «Magic Town» — The Vogues.
- «Make Your Own Kind of Music» — «Mama» Касс Эллиот.
- «Never Gonna Let You Go» — Сержио Мендес.
- "New World Coming — «Mama» Касс.
- «None of Us Are Free» (Манн, Вайль, Бренда Рассел) — Рэй Чарльз, Lynyrd Skynyrd, Соломон Берк.
- «On Broadway» — The Drifters, Джордж Бенсон (написано совместно с Джерри Либером и Майком Столлером).
- «Once Upon a Time in New York City» — (написано совместно с Говардом Эшманом для м/ф «Оливер и компания»).
- «Only in America» — Jay & the Americans.
- «Proud» — Джонни Кроуфорд.
- «Rock and Roll Lullaby» — Би Джей Томас.
- «Saturday Night at the Movies» — The Drifters.
- «Shades of Gray» и «Love is Only Sleeping» — The Monkees.
- «Shape of Things to Come» — Max Frost and the Troopers.
- «She’s Over Me» — Тедди Пендерграсс.
- «Something Better» — Марианна Фейтфулл (написано совместно с Джерри Гоффином)
- «Somewhere Out There» — Линда Ронстадт и Джеймс Ингрэм (написано совместно с Джеймсом Хорнером для м/ф «Американский хвост») — дважды обладателя премии Грэмми.
- «Sweet Sorrow» — Конвей Твитти.
- «Teenage Has-Been» — Барри Манн, (написано совместно с Джерри Гоффином)
- «Too Many Mondays» — Барри Манн, Wicked Lester (неопубликовано).
- «Uptown» — The Crystals.
- «Walking in the Rain» — The Ronettes, The Walker Brothers, Jay & the Americans, Семья Партриджей (написано совместно с Филом Спектором).
- «We Gotta Get out of This Place» — The Animals, Grand Funk Railroad.
- «We're Over» — Джонни Родригез.
- «Whatever You Imagine» — Венди Мотен (написано совместно с Джеймсом Хорнером для игрового фильма «Повелитель страниц»)
- «Where have you been (all my life)» — Артур Александер, а также Джин Винсент, The Beatles и Gerry & The Pacemakers
- "Who Put the Bomp (in the Bomp, Bomp, Bomp) — Барри Манн (написано совместно с Джерри Гоффином)
- «A World of Our Own» — финальная песня из к/ф «Возвращение в Голубую лагуну» — Surface.
- «(You're My) Soul and Inspiration» — The Righteous Brothers.
- «You've Lost That Lovin' Feelin'» — The Righteous Brothers (написано совместно с Филом Спектором).

Премии
- Премия «Грэмми» за лучшую песню, написанную для кино, телевидения или другого визуального представления
- Премия «Грэмми» за лучшую песню года
- Премия «Оскар» за лучшую песню к фильму
- Список рождественских песен
- Список хитов-однодневок 1960-х в США